# Abate commendatario
L'abate commendatario è un ecclesiastico, o, qualche volta, un laico, che tiene un'abbazia in commendam. Tale situazione si verifica quando il governo effettivo del monastero è separato dalla titolarità dell'abbazia. In questo caso all'abate spetta solo il percepimento dei redditi prodotti dal convento, mentre l'autorità sui monaci è esercitata dal priore. L'abate commendatario generalmente non risiede nel monastero, ma in un luogo diverso. Se ecclesiastico, può avervi anche giurisdizione, ma, in ogni caso, non esercita alcuna autorità sulla disciplina monastica interna.
In origine furono affidate in commendam solo le abbazie vacanti, o quelle che si trovavano temporaneamente senza un superiore; in tal caso soltanto fino a che non veniva eletto o nominato un nuovo superiore. Un'abbazia si dice che è tenuta in commendam, ovvero provvisoriamente, per distinguerla da quella tenuta in titulum, che è un beneficio permanente.
In alcuni casi vi erano in contemporanea sia un abate commendatario, che godeva della rendita del monastero ma non ci viveva, sia un vero abate per la comunità di monaci residenti: tale abate era chiamato  "abate claustrale" per distinguerlo dal commendatario.

## Storia
Fin dai tempi di papa Gregorio Magno (590-604) le abbazie vacanti venivano affidate in commendam ai vescovi che erano stati scacciati dalle loro sedi dalle invasioni barbariche. La pratica cominciò ad essere seriamente abusata nell'VIII secolo, quando i re anglosassoni e franchi pretesero il diritto di nominare abati in commendam per i conventi occupati da comunità religiose. Spesso questi abati in commendam erano laici, vassalli dei re o altri che venivano autorizzati ad incamerare i redditi e gestire gli affari temporali dei conventi come ricompensa per i servizi militari resi. Gli abusi raggiunsero il culmine, a Roma e in Italia, durante il periodo di influenza di Marozia (circa 892 - 955), in Germania durante il regno di Enrico IV, in Francia durante il regno di Filippo I, in Inghilterra sotto Guglielmo il Conquistatore, Guglielmo il rosso, Enrico I ed Enrico II. Spesso furono nominate abati in commendam le persone più indegne, e, in molti casi, questi personaggi portarono i monasteri alla rovina materiale e spirituale. Quando, però, nel 1122 la lotta per le investiture si risolse in favore della Chiesa, la nomina dei laici ad abate in commendam fu abolita. Gli abusi aumentarono nuovamente durante la cattività avignonese (1309-1377), specialmente durante il grande scisma (1378-1417), quando i papi, e gli antipapi, concessero numerose abbazie in commendam per aumentare il numero dei loro sostenitori.
Già dall'VIII secolo i papi, attraverso i concili, fecero vari tentativi per regolare le nomine di abati in commendam. Tuttavia gli abusi continuarono. Papa Bonifacio VIII (1294-1303) decretò che un beneficio collegato con la cura delle anime dovrebbe essere accordato in commendam solamente in caso di grande necessità o quando ci sia un evidente vantaggio per la Chiesa, ma mai per più di sei mesi. Papa Clemente V (1305-1314) revocò addirittura i benefici in commendam, che aveva accordato in precedenza. Il Concilio di Trento stabilì che i conventi vacanti avrebbero dovuto essere concessi solamente a regolari pii e virtuosi, e che la casa madre o il convento principale di un ordine religioso e le abbazie e priorati fondati da quel momento in poi non potessero più essere concesse in commendam. La bolla pontificia Superna di papa Gregorio XIII, e la Costituzione Pastoralis di papa Innocenzo X diminuirono di molto gli abusi, ma non li abolirono del tutto. Essi continuarono, specialmente in Francia, a tutto detrimento dei conventi. Finalmente, però, la Rivoluzione francese e la generale secolarizzazione dei conventi all'inizio del XVIII secolo eliminarono gli abusi. Da questa data gli abati in commendam cominciarono a diventare molto rari e gli abusi precedenti vennero eliminati da regolamenti ad hoc. Tra i cardinali esistono ancora degli abati in commendam. Lo stesso papa Pio X lo era dell'abbazia territoriale di Subiaco, vicino a Roma.

## Esempi celebri
Tra i più famosi abati commendatari, si può citare il re Ugo Capeto, che prese il soprannome "Capeto" dalla cappa degli abati laici, e il cardinale Giulio Mazzarino.

## Poteri dell'abatein commendam

Ornamenti esteriori dello scudo di un abate commendatario

I poteri di un abate in commendam sono i seguenti: se il convento è occupato da una comunità religiosa dove c'è una mensa abbatialis separata, cioè dove l'abate ed il convento hanno ciascuno un reddito separato, l'abate in commendam, che deve essere un ecclesiastico, ha giurisdizione sui membri della comunità solo in foro externo e gode di tutti i privilegi e di tutti i diritti di un abate regolare, e se, come avviene generalmente, il convento ha un superiore, questi è soggetto all'abate in commendam come un priore di clausura è soggetto al suo abate regolare. Se non c'è mensa abbatialis separata, il potere dell'abate in commendam si esplicita solamente sugli affari temporali del convento. In caso di conventi vacanti l'abate in commendam, generalmente, gode di tutti i diritti e di tutti i privilegi di un abate regolare.
A livello araldico lo stemma di un abate commendatario era del tutto identico a quello di un abate regolare con l'unica eccezione di non avere dietro lo scudo, in palo, il pastorale, simbolo del potere giudiziario sulla comunità, proprio in virtù del ruolo particolare del commendatario che è stato descritto qui sopra.